# Локотки
Локотки (баш. Локотки) — деревня в составе городского округа город Уфа, находящаяся в Искинском сельсовете, подчинённом Кировскому району.
Деревня расположена у автодороги Р-240  Уфа — Оренбург примерно в 21 км к югу от центра Уфы и в 3 км к югу от станции  Уршак.
С 2015 году возле деревни планируется возведение нового международного терминала аэропорта Уфа.

## Население
:
| Год     | 1906 | 1920 | 1939 | 1959 | 1989 | 2002 |
| ------- | ---- | ---- | ---- | ---- | ---- | ---- |
| Жителей | 91   | 136  | 163  | 166  | 114  | 119  |

## История
Деревня Локотки Уфимского уезда была основана в середине XIX века украинцами.
Переданы Локотки в составе Искинского сельсовета в подчинение города Уфы 17 апреля 1992 года.
В 2002 году постоянных жителей 119 чел. (71 % русские).
В деревню ездят маршрутные такси №№ 101, 110.

## Улица
- Локотковская;